# Стыцина, Александр Михайлович

Мемориальная доска, установленная на здании бывшей школы №18, где учился Александр Стыцина на улице Джанаева, 36, Владикавказ

Александр Михайлович Стыцина (1950—1996) — полковник ВС РФ, участник Первой чеченской войны, Герой Российской Федерации (1996).

## Биография
Александр Стыцина родился 23 декабря (по другим данным 24 декабря) 1950 года в Дзауджикау. Окончил орджоникидзевскую школу № 18. В 1968 году был призван на службу в Советскую Армию. Окончил Орджоникидзевское высшее общевойсковое командное училище и разведывательный факультет Военной академии имени Фрунзе. В 1994 году полковник Александр Стыцина был назначен начальником разведки 58-й армии Северо-Кавказского военного округа. Участвовал в боях первой чеченской войны, был ранен.
Участвовал в боях за село Первомайское, где со взятыми в Кизляре заложниками укрылась банда Салмана Радуева. Руководил расстановкой групп специального назначения в возможных местах прорыва боевиками окружения. На передовую позицию он сбежал с командного пункта, чтобы отдохнуть от обязанностей посыльного за водкой. В ночь с 17 на 18 января 1996 года, когда большая часть радуевцев попыталась прорваться сквозь позиции отряда 22-й бригады спецназа, Стыцина принимал активное участие в бою с ними, был ранен в бедро и шею, но продолжал сражаться, заменив собой погибшего пулемётчика. Прикрывая отход основных сил, он вызывал огонь боевиков на себя. В результате боя на участке прорыва, который прикрывала группа полковника Стыцины, было убито около 70 боевиков.  Ценой своей жизни сохранив жизнь своих подчинённых, он был сражен выстрелом из РПГ.
Похоронен на Аллее Славы во Владикавказе.
Указом Президента Российской Федерации от 12 сентября 1996 года за «мужество и героизм, проявленные при выполнении специального задания» полковник Александр Стыцина удостоен звания Героя Российской Федерации, посмертно.

## Награды

Могила А. М. Стыцины

- Герой Российской Федерации (12.09.1996, медаль «Золотая звезда» № 366).
- Орден Мужества (27.01.1995).
- Орден «За службу Родине в Вооружённых Силах СССР» 3-й степени.
- Медали.

## Память
- В честь Стыцины названа школа, в которой он учился[1].
- 15 мая 2001 года на здании бывшей школы № 18 на улице Джанаева, 36 установлена мемориальная доска из чёрного гранита с бронзовым барельефным портретом. Автор: скульптор Михаил Дзбоев[4].
- 15 ноября 2012 года на здании современной школы № 18 на улице Куйбышева, 75а установлена мемориальная доска из чёрного габбро с гравированным цветным портретом[4].
- На доме где жил Стыцина во время службы, по адресу р. Бурятия, г. Улан-Удэ, военный гарнизон Сосновый бор, ул. Жукова 1, установлена мемориальная доска.